# San Antonio (Teksas)
San Antonio (wymowa: /ˌsænænˈtoʊni.oʊ/) – miasto w Stanach Zjednoczonych, w stanie Teksas, nad rzeką San Antonio. Według spisu z 2020 roku liczy 1,43 mln mieszkańców i jest drugim co do wielkości miastem Teksasu. Leży około 130 km na południowy zachód od stolicy stanu – Austin. San Antonio jest największym miastem USA, gdzie Latynosi stanowią większość populacji.
Miasto zostało nazwane ku czci św. Antoniego z Padwy, którego wspomnienie jest 13 czerwca, dzień w którym hiszpańska wyprawa zatrzymała się w tym miejscu, w 1691 roku. Założone jako misja hiszpańska i placówka kolonialna w 1718 roku.

## Demografia
Według danych z 2019 roku 78,3% mieszkańców stanowiła ludność biała (23,9% nie licząc Latynosów), 7,3% to Afroamerykanie, 3,7% miało rasę mieszaną, 2,9% to Azjaci, 0,9% to rdzenna ludność Ameryki i 0,06% to Hawajczycy i mieszkańcy innych wysp Pacyfiku. Latynosi stanowili 64,5% ludności miasta.
Ponad połowę ludności miasta stanowią osoby pochodzenia meksykańskiego (54,2%). Do innych większych grup należą osoby pochodzenia niemieckiego (94,8 tys.), irlandzkiego (61,4 tys.), „amerykańskiego” (59,4 tys.) i angielskiego (53,4 tys.). Liczbę osób pochodzenia polskiego oszacowano na 16,7 tys.

## Religia
W 2020 roku do największych grup religijnych obszaru metropolitalnego San Antonio należały:
- Kościół katolicki – 698 767 członków w 134 parafiach
- ewangelikalizm bezdenominacyjny – 220 484 członków w 318 zborach
- Południowa Konwencja Baptystów – 148 996 członków w 422 zborach
- Kościoły zielonoświątkowe (w większości Zbory Boże) – ok. 50 tys. członków w 185 zborach
- Zjednoczony Kościół Metodystyczny – 49 449 członków w 79 zborach
- Kościół Jezusa Chrystusa Świętych w Dniach Ostatnich (mormoni) – 34,7 tys. członków w 66 zgromadzeniach
- świadkowie Jehowy – 32,3 tys. członków w 115 zborach
- Kościoły luterańskie – ok. 30 tys. członków w 70 zborach.

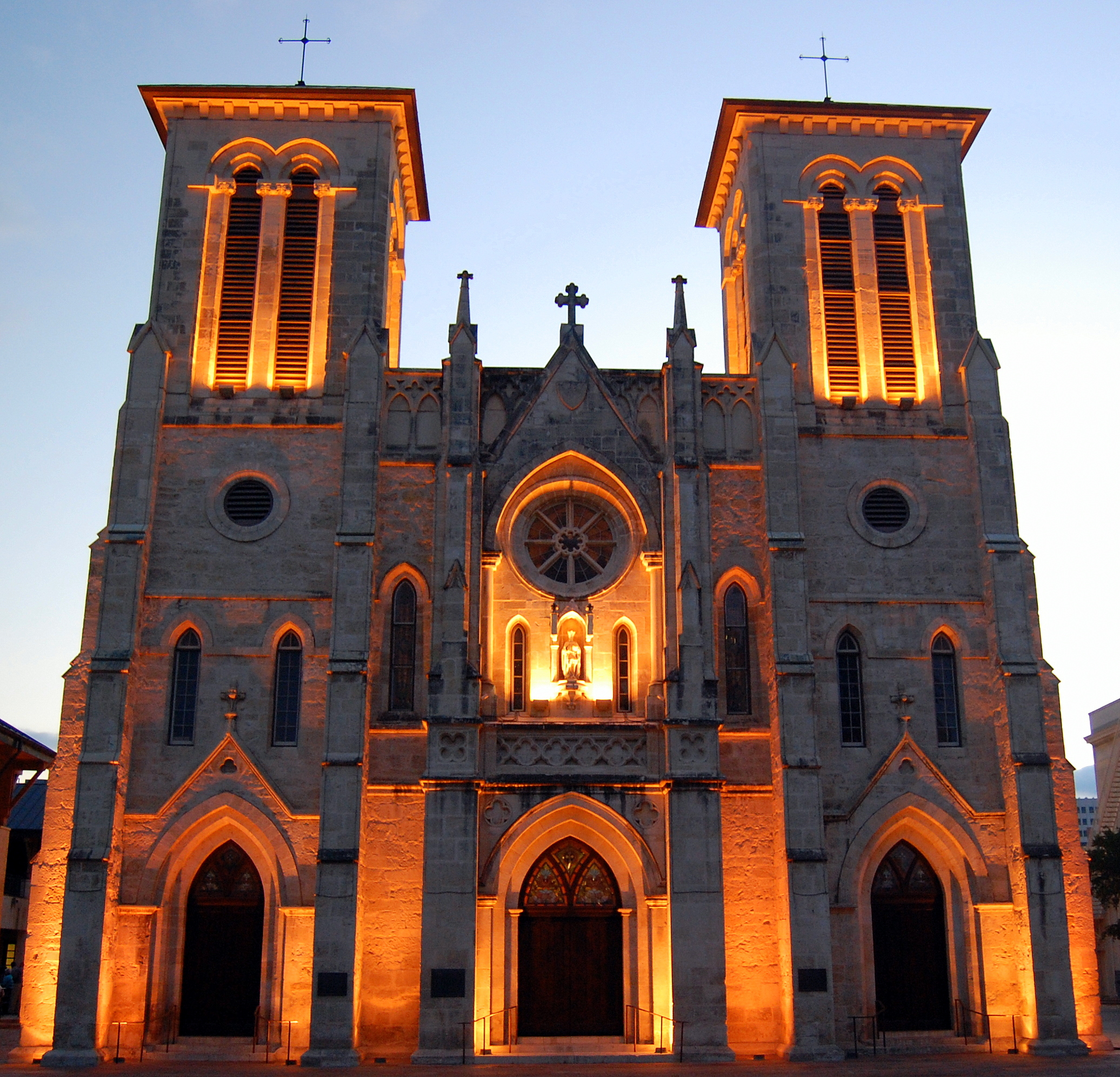
Katedra San Fernando pochodzi z 1738 roku i pozostaje sercem religii katolickiej w San Antonio.

Diecezja rzymskokatolicka w San Antonio powstała w 1874 roku, a w 1926 została podniesiona do rangi archidiecezji San Antonio.
Kościół rzymskokatolicki
- Archidiecezja San Antonio
- Polska Misja Katolicka w San Antonio
- Parafia Matki Boskiej Bolesnej

Polski Narodowy Kościół Katolicki
- Parafia św. Marcina i św. Róży
- Parafia Zwiastowania Najświętszej Maryi Panny

## Gospodarka
Za szybki rozwój San Antonio po 1940 roku w znacznej mierze odpowiadają obiekty wojskowe. Fort Sam Houston (1879), znajdujący się w mieście, jest siedzibą 5. Armii Stanów Zjednoczonych, miejscem narodowego cmentarza oraz Akademii Nauk o Zdrowiu, szkoły wojskowej dla personelu medycznego. W pobliżu znajdują się trzy bazy sił powietrznych USA: Lackland, Randolph i Brooks.

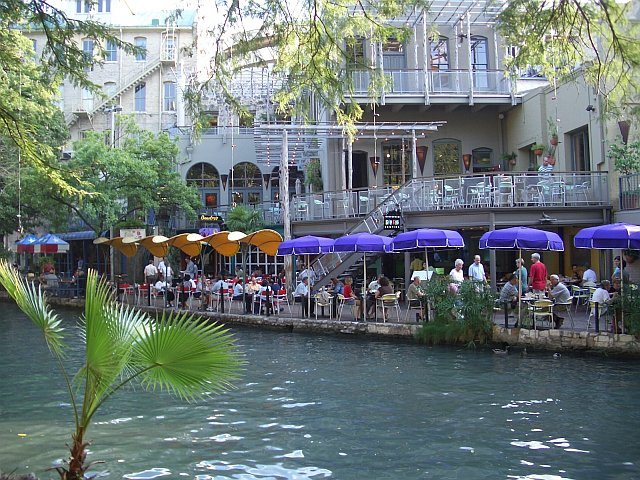
Fragment parku rozrywki River Walk.

Oprócz wojska, głównymi elementami gospodarki San Antonio są edukacja, opieka zdrowotna i badania medyczne, usługi biznesowe i finansowe oraz turystyka. Produkcja obejmuje sprzęt lotniczy, tekstylia, półprzewodniki, maszyny przemysłowe i obuwie. Miasto posiada również rafinerie ropy naftowej. Produkcja rolna na tym obszarze obejmuje bydło, drób, orzeszki ziemne, sorgo, warzywa i rośliny szklarniowe. Duża część handlu między Meksykiem a Stanami Zjednoczonymi przebiega przez system autostrad międzystanowych w regionie San Antonio. Miasto posiada również międzynarodowe lotnisko.
San Antonio jest najpopularniejszym miejscem turystycznym w Teksasie, a według miejskiego centrum informacji turystycznej w 2018 roku miasto odwiedziło 39 mln ludzi. Do głównych atrakcji turystycznych należą park rozrywki River Walk, oraz obszary historyczne takie jak Alamo.

## Uczelnie
- St. Mary's University, Texas (1852)
- Trinity University(inne języki) (1869)
- University of the Incarnate Word(inne języki) (1881)
- Our Lady of the Lake University (1896)
- St. Philip’s College (1898)
- San Antonio College (1925)
- Uniwersytet Teksański w San Antonio (1969)

## Sport
- San Antonio Rampage – klub hokejowy
- San Antonio Stars – klub koszykarski
- San Antonio Spurs – klub koszykarski
- San Antonio FC – klub piłkarski

## Miasta partnerskie
- Guadalajara, Meksyk
- Kaohsiung, Republika Chińska
- Kumamoto, Japonia
- Gwangju, Korea Południowa
- Las Palmas, Hiszpania
- Monterrey, Meksyk
- Santa Cruz de Tenerife, Hiszpania